# Jennifer Rush
Jennifer Rush, született Heidi Stern (Astoria, Queens, 1960. szeptember 29. –) amerikai énekesnő, dalszerző. Leginkább a The Power of Love című világslágerével vált ismertté 1984-ben.

## Pályakép
Apja, Maurice Stern operaénekes (tenor), énektanár, amellett szobrász is volt. A szülei elváltak. Testvéreivel és édesanyjával élt. Kilenc éves volt, amikor a Stern család Németországba költözött.
Rush a Juilliard Schoolban hegedülni és zongorázni tanult. Mellesleg gitározott is. Még tizenéves korában visszatértek az Egyesült Államokba. Egy ideig Seattle-ben éltek, ahol az apja a Washingtoni Egyetemen énektanár szerződést kapott.
Első lemezének (német) címe: Heidi Stern, és Seattle-ben jelent meg 1979-ben. A CBS Germany adta ki.
Példaképei Aretha Franklin, Chaka Khan, Gladys Knight, Joni Mitchell voltak.

## Lemezei

### Albumok
- 1979: Tonight (»Heidi Stern«)
- 1984: Jennifer Rush
- 1985: Movin'
- 1987: Heart Over Mind
- 1988: Passion
- 1989: Wings of Desire
- 1991: The Power of Jennifer Rush
- 1992: Jennifer Rush
- 1995: Out of My Hands
- 1997: Credo
- 1998: Classics
- 2000: The Power of Love: The Best of Jennifer Rush
- 2007: Stronghold - The Collector's Hit Box
- 2010: Now Is the Hour
- 2013: Rush Hour: The Original Hits (3 CD)
- 2023: SugarRush Symphony
- 2023: Rush
- 2024: Time for Me to Go